# Helmi Höhle
Helmi Höhle (Offenbach am Main, 13 ottobre 1924 – 30 gennaio 2012) è stata una schermitrice tedesca, vincitrice di due medaglie d'argento ed una di bronzo ai campionati mondiali di scherma.